# Вейзелар, Йоханнес
Йоханнес Вейзелар (нидерл. Johannes Vijzelaar, 24 марта 1852 — 16 января 1932, Гаага) — нидерландский шахматист и чиновник. Служил в Голландской Индии. До 1902 г. был губернатором голландской части острова Тимор. По возвращении в Нидерланды жил сначала в Хилверсюме, потом в Гааге. Участвовал в 31-м турнире Нидерландской шахматной ассоциации (Хилверсюм, 1903 г.; выбыл после 7-го тура с результатом +0-5=2), в чемпионате Нидерландов 1912 г. (1½ из 7, 7-е место) и в ряде мелких турниров и матчей.